# Клір-Лейк-Шорс (Техас)
Клір-Лейк-Шорс (англ. Clear Lake Shores) — місто (англ. city) в США, в окрузі Галвестон штату Техас. Населення — 1258 осіб (2020).

## Географія
Клір-Лейк-Шорс розташований за координатами 29°32′47″ пн. ш. 95°1′57″ зх. д. / 29.54639° пн. ш. 95.03250° зх. д. (29.546526, -95.032590).  За даними Бюро перепису населення США в 2010 році місто мало площу 1,93 км², з яких 1,13 км² — суходіл та 0,80 км² — водойми.

## Демографія
Згідно з переписом 2010 року, у місті мешкали 1063 особи в 514 домогосподарствах у складі 298 родин. Густота населення становила 551 особа/км².  Було 591 помешкання (306/км²).
Расовий склад населення:
| - 95,9 % — білих - 1,1 % — чорних або афроамериканців - 0,8 % — азіатів - 0,2 % — корінних американців - 1,0 % — осіб інших рас |

До двох чи більше рас належало 1,0 %. Частка іспаномовних становила 7,6 % від усіх жителів.
За віковим діапазоном населення розподілялося таким чином: 15,6 % — особи молодші 18 років, 69,0 % — особи у віці 18—64 років, 15,4 % — особи у віці 65 років та старші. Медіана віку мешканця становила 50,4 року. На 100 осіб жіночої статі у місті припадало 111,3 чоловіків;  на 100 жінок у віці від 18 років та старших — 110,1 чоловіків також старших 18 років.
Середній дохід на одне домашнє господарство  становив 109 798 доларів США (медіана — 97 500), а середній дохід на одну сім'ю — 124 492 долари (медіана — 107 596). За межею бідності перебувало 3,7 % осіб, у тому числі 0,0 % дітей у віці до 18 років та 6,1 % осіб у віці 65 років та старших.
Цивільне працевлаштоване населення становило 662 особи. Основні галузі зайнятості: освіта, охорона здоров'я та соціальна допомога — 22,7 %, будівництво — 15,1 %, виробництво — 10,6 %, науковці, спеціалісти, менеджери — 7,7 %.